# آيل أوف وايت (دائرة انتخابية في المملكة المتحدة)
آيل أوف وايت (بالإنجليزية: Isle of Wight)‏ هي إحدى الدوائر الانتخابية في المملكة المتحدة الممثلة في مجلس العموم في برلمان المملكة المتحدة.
عضو البرلمان الذي يمثلها حالياً هو :Mr Andrew Turner (Con).